# 班圖斯體育會
班圖斯體育會（AS Bantous） 是一支位于民主刚果姆布吉马伊的足球俱乐部，目前为民主刚果最高级别联赛刚果民主共和国足球甲级联赛球队。 （页面存档备份，存于）

## 球队成绩
- 刚果民主共和国足球甲级联赛冠军: 1次

1995